# سرديانة
سَرْدِيَانَة قرية تقع بمعتمدية السبيخة بولاية القيروان من الوسط التونسي، على بعد 30 كم تقريبًا شمال غرب مدينة القيروان و10 كم تقريبًا شرق قرية عين جلولة. كانت تسمى في العهد الروماني «سَرْدَانِيَا»، فالآثار الرومانية موجودة بها بكثافة. وقد كانت سرديانة إحدى المنتزهات الفاطمية، يتحولون إليها من مدينة المهدية في الربيع.
1. ↑  "المناطق الترابية (العمادات) حسب الولايات والمعتمديات". اطلع عليه بتاريخ 2024-11-30.